# Mali gavun
Mali gavun (znanstveno ime Atherina boyeri) je riba iz družine Gavunov.
Razširjen je v vodah  Albanije, Alžirije, Bolgarije, Cipra, Črne gore, Egipta, Francije, Grčije, Hrvaške, Izraela, Italije, Libanona, Libije, Malte, Maroka, Romunije, Sirije, Slovenije, Španije, Tunizije, Turčije in Turkmenistana.

## Gastronomija
Malega gavuna izjemno cenijo v Kataloniji in v Okcitaniji, kjer ga veliko pripravljajo pomokanega in ocvrtega v olivnem olju. V taki obliki ga pripravljajo tudi v deželah ob Jadranskem morju.